# Ettore Campogalliani
Ettore Campogalliani (ur. 30 września 1903 w Monselice, zm. 3 czerwca 1992) – włoski kompozytor, muzyk, wokalista oraz nauczyciel.
Campogalliani studiował fortepian w konserwatorium w Bolonii (1921), studiował również kompozycje w konserwatorium w Parmie (1933), oraz podjął studia wokalne w konserwatorium w Piacenzy (1940).
Po krótkiej aktywności kompozytorskiej (wliczając pisanie muzyki dla filmu Musica proibita 1942 w reżyserii Carla Campogallianiego), oraz jako pianista, postanowił podjąć się nauczania. Uczył fortepianu w Liceum Muzycznym w Piacenzy oraz śpiewu w konserwatorium w Parmie i w Mediolanie. Zajmował się również pracą jako korepetytor śpiewu i interpretacji w szkole operowej La Scali w Mediolanie.
Campogalliani uczył śpiewu Renatę Tebaldi, Renatę Scotto, Mirellę Freni, Ferruccia Furlanettę, Ruggera Raimondiego, Luciana Pavarottiego, Antonia Carangelę oraz Giuliana Bernardiego.
W 1946, aby uhonorować swojego ojca Francesco, Ettore Campogalliani założył Accademia Teatrale Francesco Campogalliani, związaną z teatrem i sztuką.

## Wybrane kompozycje
- Trio na skrzypce, wiolonczelę oraz fortepian (1932)
- Sarabanda i Menuet na fortepian Op. l (1934)
- Sonata e-moll na skrzypce i fortepian
- 'L'arrivo' (1935) na głos i fortepian do tekstu Amedeo Pinelliego
- 'Castello in aria' (1936) na głos i fortepian do tekstu Sergia Corazziniego
- 'Piangete occhi' (1935) na głos i fortepian do tekstu Angela Poliziana